# Języki łańcucha Foja
Języki łańcucha Foja (ang. Foja Range languages), w węższym ujęciu: języki tor-kwerba – rodzina języków papuaskich używanych w Indonezji na wyspie Nowa Gwinea (prowincja Papua), w łańcuchu górskim Foja oraz na okolicznych obszarach.
Dzielą się na następujące grupy:
- języki orya-tor(inne języki)
- języki greater kwerba (grupa zachodnia) (Greater Kwerba, Greater Kwerbic, West Foja Range)
- języki nimboran(inne języki) (Grime River)
- język mawes

Języki greater kwerba oraz języki orya-tor należą do węziej pojmowanej grupy tor-kwerba. Timothy Usher grupuje je wespół z językami nimboran oraz językiem mawes, tworząc rodzinę języków łańcucha Foja. Nimboran (Nambrung, Nambrong) to nazwa jednej z grup etnicznych.